# Live in Roma (Franco Battiato e Alice)
Live in Roma è un album dal vivo collaborativo di Franco Battiato e Alice, pubblicato nel novembre 2016.Ad impreziosire le registrazioni audio e video realizzate il 16 e 17 marzo all’Auditorium della Conciliazione di Roma l’Ensemble Symphony Orchestra, con una struttura cameristica di 14 elementi.

## Tracce
Testi di Franco Battiato, tranne dove indicato; musiche Battiato-Pio.
1. L'era del cinghiale bianco (Battiato) (Battiato-Pio)
2. No Time No Space (Battiato) (Battiato-Pio)
3. Shock in My Town (Battiato) (Sgalambro-Battiato)
4. Le nostre anime (Battiato) (Battiato)
5. La canzone dei vecchi amanti (Battiato)
6. La stagione dell'amore (Battiato) (Battiato)
7. La cura (Battiato) (Sgalambro-Battiato)
8. Prospettiva Nevski (Alice e Battiato) (Battiato-Pio)
9. Dammi la mano amore (Alice) (Alice)
10. Il vento caldo dell'estate (Alice) (Alice-Battiato-Pio)
11. Il sole nella pioggia (Alice) (Camisasca)
12. Summer on a Solitary Beach (Alice e Battiato) (Battiato-Pio)
13. Gli uccelli (Battiato) (Battiato-Pio)
14. Segnali di vita (Battiato) (Battiato-Pio)
15. Cuccurucucù (Battiato) (Battiato-Pio)
16. Centro di gravità permanente (Battiato) (Battiato-Pio)
17. Bandiera bianca (Battiato) (Battiato-Pio)
18. Sentimiento nuevo (Alice e Battiato) (Battiato-Pio)